# Giải bóng đá ngoại hạng Iraq 1989-90
Giải bóng đá ngoại hạng Iraq 1989–90 là mùa giải thứ 16 của giải đấu kể từ khi thành lập năm 1974. Al-Tayaran (bây giờ là Al-Quwa Al-Jawiya) giành chức vô địch Ngoại hạng thứ hai, và là đầu tiên kể từ mùa giải 1974–75.

## Bảng xếp hạng
| Vị thứ | Đội bóng       | St | W  | D  | L  | BT | BB | HS  | Đ  | Giành quyền hoặc xuống hạng                          |
| 1      | Al-Tayaran (C) | 26 | 17 | 8  | 1  | 41 | 8  | +33 | 42 |                                                      |
| 2      | Al-Rasheed     | 26 | 14 | 10 | 2  | 44 | 16 | +28 | 38 | Giải vô địch bóng đá các câu lạc bộ châu Á 1990–91 1 |
| 2      | Al-Rasheed     | 26 | 14 | 10 | 2  | 44 | 16 | +28 | 38 | Câu lạc bộ dissolved; replaced by Al-Karkh           |
| 3      | Al-Shorta      | 26 | 15 | 6  | 5  | 31 | 13 | +18 | 36 |                                                      |
| 4      | Al-Zawraa      | 26 | 12 | 10 | 4  | 32 | 17 | +15 | 34 | Giải vô địch bóng đá các câu lạc bộ Ả Rập 1990 2     |
| 5      | Al-Naft        | 26 | 12 | 9  | 5  | 24 | 16 | +8  | 33 |                                                      |
| 6      | Al-Talaba      | 26 | 12 | 7  | 7  | 32 | 19 | +13 | 31 |                                                      |
| 7      | Al-Jaish       | 26 | 9  | 10 | 7  | 22 | 23 | –1  | 28 |                                                      |
| 8      | Al-Najaf       | 26 | 8  | 8  | 10 | 29 | 31 | –2  | 24 |                                                      |
| 9      | Al-Sinaa       | 26 | 6  | 9  | 11 | 23 | 30 | –7  | 21 |                                                      |
| 10     | Al-Shabab      | 26 | 5  | 9  | 12 | 28 | 39 | –11 | 19 |                                                      |
| 11     | Al-Bahri       | 26 | 5  | 9  | 12 | 18 | 35 | –17 | 19 |                                                      |
| 12     | Al-Sulaikh     | 26 | 4  | 9  | 13 | 18 | 34 | –16 | 17 |                                                      |
| 13     | Samaraa        | 26 | 4  | 6  | 16 | 16 | 38 | –22 | 14 |                                                      |
| 14     | Erbil          | 26 | 2  | 4  | 20 | 11 | 50 | –39 | 8  |                                                      |

- 1 Vì lý do không rõ ràng, Hiệp hội bóng đá Iraq quyết định cho phép á quân Al-Rasheed tham dự Giải vô địch bóng đá các câu lạc bộ châu Á, mà không phải đội vô địch Al-Tayaran.
- 2 Al-Zawraa giành quyền tham gia Giải vô địch bóng đá các câu lạc bộ Ả Rập khi vô địch Cúp bóng đá Iraq.

## Vua phá lưới
| Vị thứ | Cầu thủ           | Bàn thắng | Đội bóng   |
| ------ | ----------------- | --------- | ---------- |
| 1      | Majid Abdul-Ridha | 13        | Al-Shabab  |
| 1      | Karim Saddam      | 13        | Al-Zawraa  |
| 3      | Natiq Hashim      | 12        | Al-Tayaran |
| 4      | Hussein Saeed     | 10        | Al-Talaba  |